# Otto Jarl

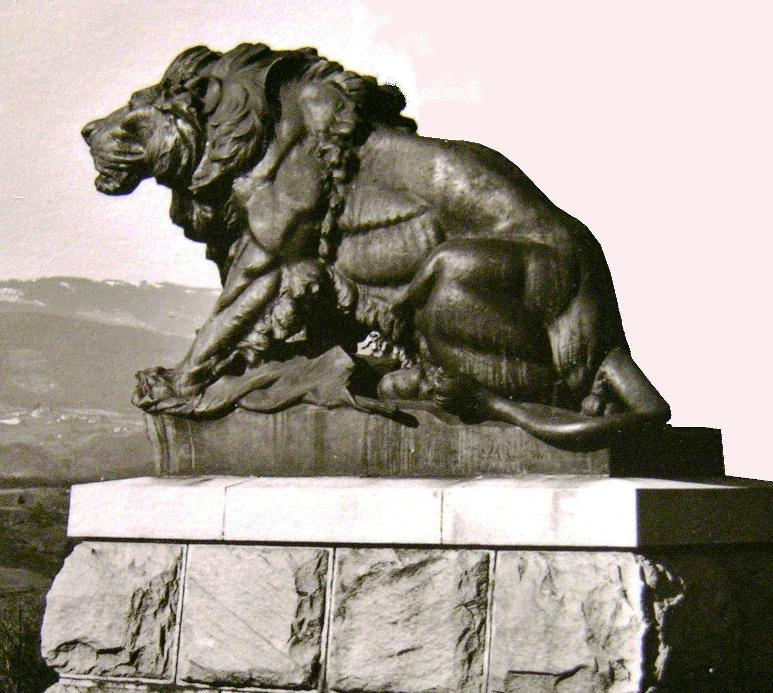
Minnesmärke över major Hackher på slottsberget i Graz.

Otto Jarl, född 10 april 1856 på Ekholmens slott i Uppland, död 16 november 1915 i Wien-Dombach, var en svensk-österrikisk skulptör.
Otto Jarl utbildade sig på Tekniska skolan i Stockholm och Konstakademien i Wien. Han var från 1880 verksam i Wien, där han vann anseende som porträttskulptör och utförde även större grupper. Han fick dock in största berömmelse som djurframställare, bland annat Isbjörn (modell för Meissens porslinsfabrik och Lejon (monument på slottsberget i Graz). Jarl är representerad på Nationalmuseum och i Wien.